# جيمي هيندري
جيمي هيندري (بالإنجليزية: Jamie Hendrie)‏ هو لاعب اتحاد الرغبي وطبيب أسترالي، ولد في 12 يونيو 1951 في سنغافورة.